# Eva Borušovičová
Eva Borušovičová (* 5. Januar 1970 in Levice, Tschechoslowakei; † 2. Juni 2025) war eine slowakische Regisseurin, Drehbuchautorin und Schriftstellerin.

## Leben
Die in Levice geborene Eva Borušovičová studierte an der Filmfakultät der Hochschule für Musische Künste Bratislava Drehbuchschreiben und Regie. Zum Abschluss ihres Studiums veröffentlichte sie 1995 den Kurzfilm Sladké panenstvo. Nachdem sie in dem 1996 veröffentlichten Fernsehfilm 100 percentne čistá láska gemeinsam mit Vladimír Adásek und Vladimír Struhár Regie geführt hatte, veröffentlichte sie ein Jahr später mit dem Film Modré z nebe, welcher auch unter dem internationalen Titel Blue Heaven bekannt ist, ihren ersten eigenen Langfilm. Sie führte bei diesem Film nicht nur Regie, sondern schrieb auch gemeinsam mit Jana Skořepová das Drehbuch. Der Film wurde auch auf dem Internationalen Filmfestival Karlovy Vary 1997 gezeigt. Im Jahr 2009 wurde das Werk Jánošík - Pravdivá historie bzw. Janosik. Prawdziwa historia, für welches Eva Borušovičová das Drehbuch schrieb, sowohl als Film als auch als Serie veröffentlicht.
Neben ihrer Arbeit im Filmbereich war Eva Borušovičová auch als Schriftstellerin aktiv und veröffentlichte seit ihrem Debütwerk Urobíme všetko se se daí im Jahr 2009 vier weitere Bücher. Zudem schrieb sie auch Theaterstücke, welche unter anderem in Bratislava im Studio L + S und im Theater in Nitra aufgeführt wurden.